# Túpolev ANT-43
El Túpolev ANT-43 fue un avión comercial experimental soviético diseñado y construido por la Oficina de Diseño Túpolev en los años 30 del siglo XX.

## Diseño y desarrollo
El ANT-43 era un diseño de monoplano de ala baja para seis pasajeros de construcción totalmente metálica, con cierta semejanza con el caza Túpolev ANT-31 (I-14). Pensado como avión de enlace de cuarteles generales, fue concebido usando un método de diseño basado en plantillas en lugar de planos de proyecto, y se emprendió la construcción del prototipo en 1935-1936. Debido a las preocupaciones relativas a la debilidad de la construcción de la estructura del ANT-43, cuando el prototipo fue completado, el TsAGI convocó una comisión liderada por Viktor N. Belyayev para decidir si el ANT-43 estaba listo para realizar las pruebas de vuelo. La comisión, decidiendo que el prototipo no satisfacía las normas de solidez estructural, rechazó aprobar las pruebas de vuelo del avión, y el mismo acabó siendo desguazado sin haber sido volado.

## Especificaciones
Referencia datos: OKB Tupolev

### Características generales
- Tripulación: Uno (piloto)
- Capacidad: 6 pasajeros
- Planta motriz: 1× motor radial de 14 cilindros refrigerado por aire Gnome et Rhône 14Rsd.
  - Potencia: 600 kW (827 HP; 816 CV)

## Aeronaves relacionadas

### Desarrollos relacionados
- Túpolev ANT-31

### Secuencias de designación
- Secuencia ANT-_ (interna de Túpolev): ← ANT-40 - ANT-41 - ANT-42 - ANT-43 - ANT-44 - ANT-46 - ANT-51 →